# Timmy Thomas
Timmy Thomas (Evansville, Indiana, 13 de noviembre de 1944 - 11 de marzo de 2022) fue un cantante estadounidense de R&B, tecladista, compositor y productor musical, más conocido por su sencillo «Why Can't We Live Together», número 1 en R&B y número 3 en Hot 100 en 1972 de las listas de popularidad de Billboard.

## Carrera
Inicialmente llamó la atención como instrumentista de acompañamento con Donald Byrd y Cannonball Adderley, antes de trabajar como músico de estudio en Memphis, Tennessee, y sacar su primer sencillo en la disquera Goldwax Records. Tuvo escaso éxito como solista hasta que se cambió con Glades Records en Miami, Florida, y a finales de 1972 grabó la canción "Why Can't We Live Together".  El disco encabezó las listas de popularidad en los Estados Unidos. Billboard, R&B,  y dentro de los 3 primeros lugares en la Billboard Hot 100, y las Top 40 en muchos otros países incluyendo el Reino Unido. La canción alcanzó su máximo con el lugar 12 en la lista de sencillos del RU: UK Singles Chart. vendiendo a nivel mundial más de 2 millones de copias.
Antes él había formado parte del grupo llamado Phillip & The Faithfuls, que incluía al cantante Phillip Reynolds, lanzando el material bajo la disquera Goldwax imprint, que incluía "Love Me", "What'Cha Gonna Do" y "'If You Love Her" (todo en 1964). Entonces se convirtió en músico de estudio en Memphis, lanzando lados solistas para Goldwax, con canciones como "Have Some Boogaloo" e "It's My Life" en 1967. En 1970, cambió de disquera a Climax imprint y grabó una canción llamada "What's Bothering Me". Se mudó a Miami, Florida, en 1972, donde Thomas tocó en sesiones para las disqueras del grupo TK, firmó entonces con Glades Records imprint, donde más tarde el mismo año el lanzaría su éxito "Why Can't We Live Together", número 3 en Hot 100 y N°1 de R&B de acuerdo a las listas de popularidad de Billboard.
Siguió con el lanzamiento de "People Are Changin" (B-side "Rainbow Power"), el cual figuró en las listas de popularidad de 1973. En 1974, lanzó el álbum You're The Song I Always Wanted To Sing. Él lanzó 6 sencillos más para Glades y en 1975 grabó un dueto con Betty Wright titulado "It's What They Can't See". De 1976 hasta 1980, Thomas grabó sencillos para Glades imprint y para la disquera T.K., incluyendo los sencillos "Stone To The Bone", "Africano", "Touch To Touch", "The Magician", "Freak In, Freak Out", y "Drown In My Own Tears" y los álbumes "The Magician" (Glades, 1976) y "Touch To Touch" (Glades, 1977). El también continuó sus sesiones de grabación con TK Records grabando para artistas como Gwen McCrae, y en años posteriores como productor.
Tuvo varios éxitos en R&B culminando con "Gotta Give A Little Love (Ten Years After)", un sencillo de soul Top 30 en EE. UU. en 1984 para Gold Mountain Records. Thomas participó en el álbum de Nicole McCloud's de 1985 What About Me?, cantando a dueto con ella en la canción "New York Eyes".  Esa canción alcanzó el lugar 41 en el Reino Unido. Un relanzamiento de "People Are Changin'" llegó a las listas de popularidad el año siguiente, y continuó lanzando sencillos. La creencia de que fue un músico de un solo éxito, es desmentida por su continua aparición en las listas de popularidad de R&B, donde tuvo varios éxitos hasta 1984. En los años 1990, trabajó como productor para LaFace Records y lanzó el álbum With Heart and Soul para DTM Records.
Acompañó a Drake en su éxito, "Why Can't We Live Together," en su sencillo Hotline Bling en 2015.

## Muerte
Thomas murió el 11 de marzo de 2022, a la edad de 77 años.

## Discografía

### Álbumes
- Why Can't We Live Together (1972)
- You're the Song I've Always Wanted to Sing (1974)
- The Magician (1976)
- Touch to Touch (1977)
- Live (1979)
- Gotta Give A Little Love (Ten Years After) (1984)
- With Heart and Soul (1994)

### Sencillos
- "Why Can't We Live Together?" / "Funky Me" (1972)
- "People Are Changin'" / "Rainbow Power" (1973)
- "Let Me Be Your Eyes" / "Cold Cold People" (1973)
- "What Can I Tell Her" / "Opportunity" (1973)
- "One Brief Moment" / "Rio Girl" (1974)
- "Deep In You" / "Spread Us Around" (1974)
- "You're The Song (I've Always Wanted To Sing)" / "I've Got To See You Tonight" (1974)
- "Sexy Woman" / "Sweet Brown Sugar" (1975)
- "Ebony Affair" / "It's What They Can't See" (1975)
- "Love Shine" / "Runnin' Out Of Time" (1976)
- "The Magician" (1976) [U.K.]
- "Stone to the Bone" / "Watch It! Watch It!"(1977)
- "Touch To Touch" / "When a House Got Music" (1977)
- "Freak In, Freak Out" / "Say Love, Can You Chase Away My Blues?" (1978)
- "Drown In My Own Tears - Part 1" / "Drown In My Own Tears - Part 2" (1978)
- "Why Can't We Live Together" (Live) / "Rainbow Power" (1979) [Francia][4]
- "Are You Crazy???" (1981)
- "My Last Affair" (1982)
- "Gotta Give A Little Love (Ten Years After)" (1984)
- "New York Eyes" (con Nicole McCloud)/ Ordinary Girl (1985)
- "What Do You Say To A Lady" (con Jackie Moore) (1991)
- "(Dying Inside) To Hold You" (1993)

#### Sencillos en listas
| Año  | Sencillo                                                                       | Posición    | Posición    | Posición |
| Año  | Sencillo                                                                       | EE. UU. Pop | EE. UU. R&B | RU       |
| ---- | ------------------------------------------------------------------------------ | ----------- | ----------- | -------- |
| 1972 | "Why Can't We Live Together"                                                   | 3           | 1           | 12       |
| 1973 | "People Are Changin'"                                                          | 75          | 23          | -        |
| 1973 | "Let Me Be Your Eyes"                                                          | 107         | 48          | -        |
| 1973 | "What Can I Tell Her"                                                          | 102         | 19          | -        |
| 1974 | "One Brief Moment"                                                             | -           | 62          | -        |
| 1974 | "I've Got To See You Tonight" / "You're The Song (I've Always Wanted To Sing)" | -           | 31 78       | -        |
| 1975 | "Sexy Woman"                                                                   | -           | 69          | -        |
| 1977 | "Stone To The Bone"                                                            | -           | 74          | -        |
| 1978 | "Freak In, Freak Out"                                                          | -           | 92          | -        |
| 1981 | "Are You Crazy??? (Pt. 1)"                                                     | -           | 73          | -        |
| 1984 | "Gotta Give A Little Love (Ten Years After)"                                   | 80          | 29          | -        |
| 1984 | "Love Is Never Too Late"                                                       | -           | 90          | -        |
| 1985 | "New York Eyes" Nicole with Timmy Thomas                                       | -           | -           | 41       |
| 1990 | "Why Can't We Live Together" (remix)                                           | -           | -           | 54       |